# 미국 수정 헌법 제3조
미국 수정 헌법 제3조(The Third Amendment 또는 Amendment III)는 군대 숙영 금지 조항을 다룬 미국 헌법 수정 조항이다. 소유자의 동의없이 개인 주택에 군인의 숙영을 제한하고, 평화기의 훈련을 금지시킨 조항이다. 이 수정안은 미국 독립 전쟁 동안 영국 의회가 통과시킨 병영법에 대한 조치로 내놓은 법이며, 영국은 사유지에서 영국군의 숙영을 허용하였다.

## 전문
군은 평시 주인의 허가없이 어떠한 민간인 집에서도 거처할 수 없으며, 전쟁시에도 법에 의해 한정된 곳을 제외하고는 거처할 수 없다.
No Soldier shall, in time of peace be quartered in any house, without the consent of the Owner, nor in time of war, but in a manner to be prescribed by law.

## 같이 보기
- 용기병 박해
- 병영법